# كارل غيير (عالم بقشريات الأجنحة)
كارل غيير (بالألمانية: Carl Geyer)‏ هو عالم بقشريات الأجنحة ألماني، ولد في 1796 في آوغسبورغ في ألمانيا، وتوفي في 1841.